# Zodia chrysosperma
Zodia chrysosperma är en fjärilsart som beskrevs av Edward Meyrick 1931. Zodia chrysosperma ingår i släktet Zodia och familjen gnidmalar. Inga underarter finns listade i Catalogue of Life.